# إزالة الهنود في ولاية أوهايو
بدأت عمليات إزالة الهنود في أوهايو في أواخر القرن الثامن عشر بعد الانتصار الأمريكي في الحرب الثورية والانفتاح اللاحق للولايات المتحدة الشمالية الغربية على الاستيطان الأوروبي الأمريكي. تجمعت القبائل الأمريكية الأصلية المقيمة في المنطقة معًا لمقاومة الاستيطان، مما أدى إلى اندلاع الحرب الهندية الشمالية الغربية الكارثية حيث تنازلت القبائل الأصلية عن مساحات شاسعة من الأراضي للحكومة الأمريكية. بعد الانتصار الأمريكي في الحرب، تم إنشاء العديد من المحميات الهندية لنقل القبائل التي لا تملك أرضًا إليها بالقوة. اكتملت عملية الحصول على السيادة الأمريكية الكاملة على الأراضي الهندية في أوهايو حوالي عام 1818، لكنها استمرت في إنديانا حتى عام 1840.

## خلفية

### هنود أوهايو
قبل الحرب الثورية الأمريكية، كانت إقليم أوهايو مأهولة بقبائل شاوني في جنوب غرب البلاد، ميامي في الغرب البعيد، وايندوت في شمال شرق البلاد، و سينيكا في أقصى الشمال الشرقي و أوتاوا في الشمال.

### خطوط الحدود
نص الإعلان الملكي لعام 1763 على ما كان يعرف آنذاك بولاية أوهايو والأراضي الواقعة خارج غرب جبال الأبلاش للهنود، وتم حظر الاستيطان من قبل المستعمرين الأوروبيين. حددت معاهدة حصن ستانويكس في عام 1768 نهر أوهايو كحدود بين الأراضي الهندية وأراضي المستوطنين غرب جبال الأبلاش. حددت معاهدة فورت ماكنتوش في عام 1785 منطقة وسط شمال وشمال غرب ولاية أوهايو كأرض هندية، مما أدى بشكل أساسي إلى إنشاء أول محمية هندية غرب جبال الأبلاش. اتبعت حدود تلك المعاهدة المعالم الطبيعية والحصون الاستعمارية، وأصبحت مخططًا للمعاهدات اللاحقة. لم يلاحظ الهنود ولا المستوطنون حدود المعاهدة، مما أدى إلى الحرب الهندية الشمالية الغربية. كانت معاهدة فورت هارمر في عام 1789 والتي كررت بشكل أساسي بنود المعاهدات السابقة، محاولة أخيرة لاسترضاء الأطراف. تلا ذلك حملات كبرى لجيش الولايات المتحدة لتأكيد السيادة على الحدود، وبلغت ذروتها في النصر الأمريكي الحاسم في معركة الأخشاب الساقطة عام 1794.

## البداية
فرضت الولايات المتحدة شروط السلام بعد الحرب، وحددت خطًا حدوديًا حول أراضي ولاية كونيتيكت ويسترن ريزيرف ومنطقة فيرجينيا العسكرية، جنبًا إلى جنب مع مشتريات الأراضي من شركة سيميز وأوهايو لتشمل معظم جنوب وشرق أوهايو في منطقة مخصصة للمستوطنين. ألغت معاهدة جرينفيل 1795 وأبطلت جميع المعاهدات القديمة التي تعارضت مع المعاهدة الجديدة. حصلت المعاهدة على حوالي ثلثي ولاية أوهايو المستقبلية، ولم يتبق سوى الجزء الشمالي الغربي من ولاية أوهايو للهنود. تم تخفيض الأراضي الهندية الشمالية الغربية لاحقًا بموجب معاهدة صناعة الحصن 1805 التي نقلت الحدود الشرقية للأراضي الهندية غربًا لتتوافق مع الحدود الغربية لأراضي النار، وهي جزء من محمية كونيتيكت الغربية في شمال شرق ولاية أوهايو. استمرت العملية بـ:
- معاهدة ديترويت عام 1807[3]
- معاهدة براونستاون عام 1808[1]
- معاهدة جرينفيل عام 1814
- معاهدة فورت ميج عام 1817[1]

## اكتمال واستمرار
في خريف عام 1818، كانت ست معاهدات جزءًا من معاهدة سانت ماري (1818)، بما في ذلك المعاهدة مع ميامي، التي تنازلت عن الجزء الأخير من ولاية أوهايو بين خط معاهدة جرينفيل ونهر سانت ماري، واستكمال الاستحواذ على أوهايو لصالح وايتمان. في الوقت نفسه، استمرت عملية الاستحواذ على الأراضي وإزالة الهنود في ولاية إنديانا مع المعاهدات الخمس الأخرى، مما أدى إلى الحصول على ما يقرب من ثلث أراضي ولاية إنديانا. 

## عمليات الإزالة
لم تتطلب المعاهدات الهندية حتى عام 1818 في أوهايو الإزالة من الولاية، لكن الهنود انتقلوا طوعًا إلى تحفظات أوهايو المحددة في المعاهدات. تضمنت المعاهدات بعد عام 1818 شراء أو التنازل عن الحجوزات، وتم نقل الهنود إلى خارج الإقليم الهندي للولاية.[بحاجة لمصدر]
تمت إزالة آخر الهنود في ولاية أوهايو في عام 1843 عن طريق معاهدة مع شعب وياندوتس (1842) والتي بموجبها تم التنازل عن الحجز في ساندوسكي العليا إلى الولايات المتحدة، وتم نقل وياندوتس إلى أوكلاهوما في عام 1843.[بحاجة لمصدر]
اعتبارًا من القرن العشرين، لا توجد محميات هندية في ولاية أوهايو، ولا توجد قبائل هندية معترف بها فيدراليًا في ولاية أوهايو. 